# System lądowania na dwie radiolatarnie NDB
System lądowania na dwie radiolatarnie NDB – forma systemu lądowania IFR z wykorzystaniem wskazań namiarów własnych za pomocą dwóch pokładowych automatycznych radiokompasów (ang. Automatic Direction Finder – ADF), wskazujących namiary na dwie naziemne radiolatarnie  bezkierunkowe (NDB).

## Przebieg lądowania
Podczas zbliżania, po uzyskaniu przez załogę informacji meteorologicznych (np. widzialność, podstawa chmur, wielkość zachmurzenia, ciśnienie na poziomie lotniska) załoga przestawia (skaluje) wysokościomierz barometryczny do ciśnienia na poziomie lotniska i wykonuje standardową procedurę podejścia zgodną z procedurami obowiązującymi na danym lotnisku.
Po wyjściu samolotu z czwartego zakrętu na oś pasa członek załogi będący przy sterach pilotuje tak, aby:
- oba radiokompasy wskazywały kurs 0 (zero)
- ścieżka podejścia zapewniała właściwą wysokość nad dalszą radiolatarnią NDB
- reguluje moc (lub ciąg silników) aby samolot miał właściwą prędkość podejścia i zniżał się z odpowiednią prędkością zniżania.

Podczas przelotu nad dalszą radiolatarnią radiokompas na nią ustawiony wchodzi na namiary tylne (wskazówka po kilku wahaniach wskazuje kurs 180). Moment wahania się wskazówki radiokompasu świadczy o chwili przelotu nad radiolatarnią. Załoga zwykle ma obowiązek zameldowania momentu przelotu nad dalszą radiolatarnią i podania aktualnej w tym momencie wysokości lotu naziemnemu kontrolerowi lotów. W razie dużych odstępstw kontroler może nakazać przerwanie podejścia do lądowania. W prawidłowym przebiegu lądowania od tego momentu:
- członek załogi będący przy sterach pilotuje tak, aby radiokompas na radiolatarnię bliższą (prowadzącą) wskazywał kurs 0 (zero), na tylną radiolatarnię kurs 180, utrzymując tym samym kurs osi pasa
- utrzymuje zniżanie na takim poziomie, aby mieć wymaganą wysokość przelotu nad bliższą radiolatarnią (właściwa ścieżka podejścia)
- nawigator na głos dyktuje prędkość i wysokość
- pilot niebędący przy sterach czuwa nad prawidłowością tych wartości, wypatruje ziemi, będąc gotowym na zwiększenie mocy (ciągu) w razie nieudanego podejścia.

## Decyzja
Moment przelotu nad radiolatarnią bliższą (wewnętrzną) jest sygnalizowany analogicznie wahaniami wskazówki radiokompasu i ustawieniem się na namiary tylne (kurs 180). Od tego momentu oba radiokompasy są ustawione na tylne namiary. Na minimalnej wysokości zniżania (zwanej żargonowo wysokością decyzji), w warunkach pomyślnych, pilot niebędący przy sterach komunikuje „widzę pas”, zgłaszając to kontrolerowi lotów. Kontroler wyraża wtedy zgodę na lądowanie, a pilot będący przy sterach przenosi wzrok z przyrządów na szybę i kończy lądowanie pod kontrolą wzroku. Jeśli na minimalnej wysokości zniżania nie widać pasa – załoga nie ma prawa kontynuować lądowania.

## Niekorzystne warunki pogodowe
Ten idealny wariant systemu lądowania jest osiągalny w razie bezwietrznej pogody (lub wiatru idealnie na kierunku lądowania) i jednolitej powłoce chmur. W razie wiatru bocznego istnieje zawsze znoszenie samolotu z osi podejścia. Wskazówki radiokompasów nie pokazują wówczas (jednocześnie) wskazań 0 (lub 0 i 180). Na podstawie tych wychyleń pilot będący przy sterach musi wyobrazić sobie przestrzenne położenie samolotu względem osi pasa aby wykonać odpowiednie manewry kursem. Istnieją dwa warianty podejścia z bocznym wiatrem:
- Radiokompas na bliższą radiolatarnie wskazuje kierunek 0, a na dalszą radiolatarnię wskazuje kurs inny niż 0 – pilot będący przy sterach musi skręcić w kierunku wskazującym kurs na dalszą radiolatarnię
- Radiokompas na dalszą radiolatarnie wskazuje kierunek 0, a na bliższą radiolatarnię wskazuje kurs inny niż 0 – pilot będący przy sterach musi skręcić w kierunku przeciwnym do kursu wskazującego bliższą radiolatarnię

Oba sposoby są prawidłowe, jednak zaleca się stosować sposób pierwszy, jako bardziej logiczny.
Gdy nawigator (dyktujący stale prędkość i wysokość) dojdzie do wysokości decyzji na głos mówi "decyzja" (lub wysokość decyzji), a pilot niebędący przy sterach w tym momencie nie widzi pasa – pcha manetki zwiększając moc (lub ciąg) silników i ogłasza "odchodzimy". Pilot będący przy sterach ściąga delikatnie wolant, przechodząc na wznoszenie. Procedurę można powtórzyć lub załoga odchodzi na lotnisko zapasowe.
Rola naziemnego kontrolera sprowadza się do:
- stwierdzenia, czy pas jest wolny (pas (ew. lotnisko) są zamknięte w razie np. istnienia na nich przeszkody, innych statków powietrznych itp.)
- podania warunków meteorologicznych i ciśnienia na poziomie lotniska
- wydania zakazu lądowania załodze, gdy samolot znacznie naruszy odstępstwa w zakresie wysokości przelotu nad radiolatarnią zewnętrzną
- oficjalnej zgodzie na lądowanie, gdy załoga zamelduje "widzę pas"

System jest bezpieczny pod warunkiem przestrzegania ścisłej procedury, treningu załogi w tego typu systemie lądowania i nieschodzenia poniżej wysokości decyzji – gdy nie widać pasa.

## Inne warianty
Każde lotnisko ma karty podejścia, informujące załogę o obowiązujących na danym lotnisku procedurach. Załoga ma się do nich bezwzględnie stosować. Stąd też konkretne warianty mogą się różnić od wyżej opisanego. Stosowane też były warianty z kursem odlotowym. Wariant ten polegał na tym, że załoga kierowała się na dalszą radiolatarnię i po przelocie nad nią kierowała się na kurs odlotowy (różny o 180 stopni od kierunku lądowania). W tym czasie pilot będący przy sterach obserwował wskaźnik kursu i wskazania radiokompasów. W sytuacji, gdy wskazówki radiokompasów nie wskazywały kursu 180 – świadczyło to o bocznym wietrze i informowało o konieczności wprowadzenia poprawki na kursie. Następnie pilot będący przy sterach wykonywał zakręt standardowy o 180 stopni, wchodząc na właściwy kierunek lądowania.

## Zalety i wady
Ten system lądowania był w powszechnym stosowaniu w latach 40. i 50. XX wieku. Zaletą tego systemu był niski koszt wyposażenia lotniska i łatwość jego kalibracji. W miarę wzrostu ruchu lotniczego, a zwłaszcza prędkości przelotowych i prędkości podejścia, stał się niewystarczający. Jego znaczenie znacznie zmalało po wprowadzeniu dokładniejszych systemów lądowania (VOR/DME, ILS) i obecnie jego rola jest marginalna.
Wady systemu są następujące:
- duże obciążenie załogi podczas lądowania, szczególnie podczas wietrznej pogody, uskoków wiatru, dużej prędkości podejścia samolotu
- konieczność dużej precyzji pilotowania (wysokości przelotu nad radiolatarniami, prędkości podejścia, prędkości zniżania)
- konieczność wyrobienia u pilotów orientacji przestrzennej położenia samolotu  na podstawie różnic wskazań radiokompasów
- mała precyzja w stosunku do nowszych form lądowania
- ostrzejsze minima meteorologiczne (większa wysokość decyzji).